# 英國皇家空軍第3戰術航空軍
英國皇家空軍第3戰術航空軍於1943年12月在東南亞司令部建立後不久在南亞成立，是英國皇家空軍在第二次世界大戰期間組建的三支戰術航空軍之一。目的是為英國第14軍團提供密接空中支援。部隊由來自RAF、英屬印度輔助空軍和其他英聯邦國家的空軍中隊和人員組成。
部隊於1943年12月19日成立初時被命名為駐緬甸戰術航空軍，12月28日更名為第3戰術航空軍。連同美國第十航空軍的一部分，隸屬於同月成立的盟軍遠東空軍司令部。
隨著英國遠東空軍部隊的組建，盟軍認為，英軍終於可以在緬甸戰役中對日軍發動攻勢。1944年初，在阿拉干開始發動全面進攻，但英軍這一波進攻被日軍發動的攻擊阻斷。儘管盟軍獲得決定性的勝利，但日軍把攻擊重點轉移到了緬甸中部。第3戰術航空軍在科希馬戰役和英帕爾戰役中為英國第14軍團提供了可靠的空中支援，經常在極低空的範圍對被圍困的日軍進行掃射和轟炸。
日軍在阿薩姆邦被英國第4軍和英屬印度第33軍擊敗後，印度洋和南亞的雨季干擾了盟軍的反攻計劃。第3戰術航空軍在被強制減少行動期間仍支援第14軍團向日軍戰線推進。然而，到1944年底英軍司令部作出的整頓改變縮短了第3戰術航空軍的壽命。12月4日被重組為皇家空軍駐孟加拉和緬甸總部。
第3戰術航空軍經歷兩任指揮官，空軍中將約翰·寶雲任期直到1944年8月15日，然後是空軍中將艾力·科頓爵士接任。

## 編制
第3戰術航空軍由以下空軍聯隊組成：

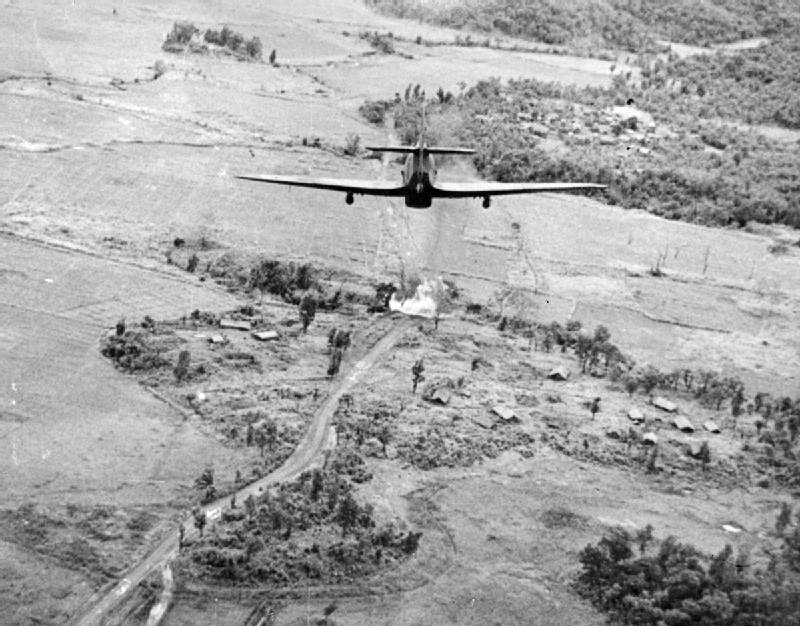
駐紮在緬甸康拉的皇家空軍第42中隊的一架霍克颶風·Mk.IIC正俯衝攻擊緬甸Tiddim路的一個小定居點附近的一座橋

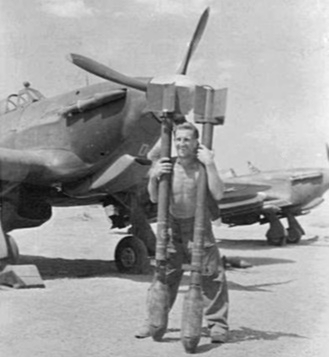
1945年3月17或18日紐西蘭皇家空軍惠靈頓的第20中隊的艾伯特·馬丁中士在緬甸中部蒙育瓦

1. 英國皇家空軍第221聯隊，支援英國第4軍（英语：IV Corps (United Kingdom)）。
  - 在英帕爾戰役中很少超過7個中隊參與一次行動，但在圍困日軍的三個月中，共有21個中隊參與行動：包括英屬印度輔助空軍的3個中隊（第1、2、7和9）。RAF中隊的第5、11、20、28、34、42、60、81、82、84、110、113、123、136、152、176、607和615。
2. 英國皇家空軍第222聯隊（英语：No. 222 Group RAF）
  - 設在錫蘭的第222（綜合偵察）聯隊。聯隊的作用其中包括在孟加拉灣上空進行偵察。第222聯隊的RAF中隊曾一度是由第8、17、22、81、89、132、135、160、191、203、205、212、217、230、240、273、292、321和413組成。[2]
3. 英國皇家空軍第223聯隊，第151中隊 (前身是第151訓練中隊)[2]
4. 英國皇家空軍第224聯隊（英语：No. 224 Group RAF） (指揮官是亞歷山大·格雷（英语：Alexander Gray (RAF officer)）準將)，支援英屬印度第15軍（英语：XV Corps (British India)）。在1943-44年的戰役中，224聯隊包括：
  - 三個裝備了噴火戰鬥機的RAF戰鬥機中隊 (這次戰役標誌著噴火戰鬥機首次在東南亞戰區使用)。
  - 六個裝備颶風戰鬥機(主要是Mk. IIc 型)的戰鬥轟炸機中隊（包括裝備有颶風Mk.IIc的英屬印度輔助空軍第3中隊和第4中隊）。
  - 裝備有颶風Mk.IIb的英屬印度輔助空軍第6戰術偵察中隊。
  - 兩個輕轟炸機中隊(其中一個是英屬印度第8中隊，由中隊長Niranjan Prasa指揮)，裝備有A-31復仇者俯衝轟炸機（英语：Vultee A-31 Vengeance）。
5. 英國皇家空軍第226聯隊
  - 第226聯隊是駐紮在新加坡的戰鬥機聯隊之一。新加坡淪陷後，該聯隊的人員被轉移到戰術航空軍負責維修支援的第1301維護部隊[3]。
6. 英國皇家空軍第227聯隊
  - 第227聯隊駐紮在孟買，是一支駐紮在印度的RAF訓練聯隊，負責培訓印度飛行員。
7. 英國皇家空軍第229聯隊
  - 第229聯隊是戰術航空軍的運輸部隊。第229聯隊的RAF中隊曾一度是由第31、52、62、96、117、194、216、232、238、267、353、435、436、668、669、670、671和673組成。[4]
8. 英國皇家空軍第231聯隊
  - 該聯隊的作用是為緬甸的軍事行動提供重型轟炸機。第231聯隊的RAF中隊曾一度是由第99、159、200、215、355、356、357和358組成。[4]

## 中隊
| 中隊                  | 聯隊 | 加入日期       | 離開日期 | 注釋 |
| --------------------- | ---- | -------------- | -------- | --- |
| 英屬印度第1中隊       | 221  |                |          | 裝備颶風戰鬥機Mk IIc型在英帕爾戰役中作戰。 |
| 英屬印度第2中隊       | 221  |                |          | 裝備颶風戰鬥機Mk IIc型在英帕爾戰役中作戰。 |
| 英屬印度第3中隊       | 224  |                |          | 裝備颶風戰鬥機Mk IIc型在英帕爾戰役中作戰。 |
| 英屬印度第4中隊       | 224  |                |          | 裝備颶風戰鬥機Mk IIc型在英帕爾戰役中作戰。 |
| 英屬印度第6中隊       | 224  |                |          | 裝備颶風FR IIb型執行專業偵察任務，以支援前線的英國第14軍團，中隊因此獲得"第14軍之眼"的稱號。 |
| 英屬印度第7中隊       | 221  |                |          | 裝備颶風戰鬥機Mk IIc型和A-31復仇者俯衝轟炸機在英帕爾戰役中作戰。 |
| 英屬印度第8中隊       | 224  |                |          | 裝備A-31復仇者俯衝轟炸機和稍後的噴火戰鬥機。 |
| 英屬印度第9中隊       | 221  |                |          | 裝備颶風戰鬥機Mk IIc型在英帕爾戰役中作戰。 |
| 英國皇家空軍第5中隊   | 221  |                |          | 1942年他們接收了美製的P-36戰鬥機，並在緬甸西北部為布倫亨式轟炸機護航。這些P-36被颶風戰鬥機和後來的P-47戰鬥機所取代。1944年參與英帕爾戰役。                                                          |
| 英國皇家空軍第11中隊  | 221  |                |          | 裝備颶風戰鬥機Mk IIc型在英帕爾戰役中作戰。 |
| 英國皇家空軍第20中隊  | 221  |                |          | 裝備颶風戰鬥機Mk IIc型在英帕爾戰役中作戰。 |
| 英國皇家空軍第22中隊  | 222  |                |          | 裝備布里斯托標致鬥士式戰鬥機，使用火箭執行反運輸載具攻擊。 日軍投降一個月後，第22中隊解散。 |
| 英國皇家空軍第28中隊  | 221  |                |          | 裝備韋斯特蘭呂山德聯絡機，從1942年12月起飛行颶風戰鬥轟炸機在1944年參與英帕爾戰役。中隊從1943年起一直在緬甸執行任務直到1945年，當時中隊開始重新裝備噴火戰鬥機。                                      |
| 英國皇家空軍第34中隊  | 221  |                |          | 飛行布倫亨式轟炸機Mk IVs型對日本在緬甸的基地進行轟炸直到1943年4月。中隊換裝颶風戰鬥機，然後從11月開始執行戰鬥轟炸任務並參與1944年的英帕爾戰役。1945年3月換裝P-47戰鬥機。                            |
| 英國皇家空軍第42中隊  | 221  |                |          | 裝備颶風戰鬥機Mk IIc型在英帕爾戰役中作戰。 |
| 英國皇家空軍第60中隊  | 221  |                |          | 裝備布倫亨式轟炸機Mk IV型然後換裝颶風戰鬥機Mk II型在英帕爾戰役中作戰，1945年5月換裝P-47戰鬥機。 |
| 英國皇家空軍第81中隊  | 221  |                |          | 1943年12月抵達印度阿利波爾，中隊裝備更現代化的噴火戰鬥機Mk.VIII型，並且在1月開始運作。在第二次阿拉干戰役和英帕爾戰役執行戰鬥機防空攔截與地面攻擊任務。                                              |
| 英國皇家空軍第82中隊  | 221  |                |          | 裝備A-31復仇者俯衝轟炸機然後在1944年7月換裝蚊式轟炸機在英帕爾戰役中作戰。 |
| 英國皇家空軍第84中隊  | 221  |                |          | 裝備A-31復仇者俯衝轟炸機在英帕爾戰役中作戰，然後在1945年換裝蚊式轟炸機。 |
| 英國皇家空軍第110中隊 | 221  |                |          | 裝備A-31復仇者俯衝轟炸機然後換裝蚊式轟炸機在英帕爾戰役中作戰。 |
| 英國皇家空軍第113中隊 | 221  |                |          | 裝備布倫亨式轟炸機Mk IV型然後在1943年3月換裝颶風戰鬥機在英帕爾戰役中作戰，繼後這些地面攻擊任務被1945年4月換裝的P-47戰鬥機所取代。                                                                   |
| 英國皇家空軍第123中隊 | 221  |                |          | 1944年當中隊再次部署到印度吉大港地區時，裝備了颶風戰鬥機，直到1944年6月換裝P-47戰鬥機在英帕爾戰役中作戰。                                                                                           |
| 英國皇家空軍第136中隊 | 221  |                |          | 操作颶風戰鬥機一直持續到1943年10月換裝噴火戰鬥機。1944年參與英帕爾戰役。 |
| 英國皇家空軍第152中隊 | 221  | 1943年12月19日 | 持續     | 在英帕爾戰役中作戰 從前線的簡易機場操作噴火戰鬥機，並在征服緬甸的最後階段支援英國第14軍團。 |
| 英國皇家空軍第176中隊 | 221  |                |          | 裝備布里斯托標致鬥士式戰鬥機和颶風戰鬥機，為加爾各答提供夜間防空作業。中隊的分遣隊當時駐紮在吉大港、錫蘭的拉特馬拉納、白加奇和明加拉登，1945年6月標致鬥士式被蚊式轟炸機取代。1944年參與英帕爾戰役。 |
| 英國皇家空軍第177中隊 | 224  |                |          | 裝備布里斯托標致鬥士式雙引擎長程地面攻擊戰鬥機， 中隊的加拿大飛行員佔很大的比例。 在緬甸兩年的部署中，中隊摧毀或損壞了266台火車頭和列車， 673輛載具，數十艘船隻和9架在地面上的飛機。                |
| 英國皇家空軍第211中隊 |      | 1944年1月8日   | 持續     | 裝備布里斯托標致鬥士式戰鬥機X型(1943年10月至1945年5月) 蚊式轟炸機FB VI型 (1945年6月至1946年3月) |
| 英國皇家空軍第607中隊 | 221  |                |          | 裝備颶風戰鬥機和噴火戰鬥機在英帕爾戰役中作戰。 |
| 英國皇家空軍第615中隊 | 221  |                |          | 當中隊重編為第615的番號時，裝備了噴火戰鬥機和P-47戰鬥機，並於同日開始為入侵馬來亞進行訓練。1944年參與了英帕爾戰役。                                                                                 |
| 英國皇家空軍第684中隊 | 231  |                |          | 偵照部隊，於1946年9月1日在新加坡實里達皇家空軍基地解散，後更名為皇家空軍第81中隊。 |

第3戰術航空軍的通信中隊成立於1943年12月28日，但於1944年12月4日在庫米拉皇家空軍基地解散。

### 引用
1. 1 2  Air of Authority - A History of RAF Organisation: Overseas Commands - Iraq, India and the Far East 的存檔，存档日期6 August 2008.
2. 1 2  Delve 1994, pp. 76, 83.
3. ↑  Delve 1994, p. 77.
4. 1 2  Delve 1994, pp. 77, 84.
5. ↑  Franks 1985, p. 205.
6. ↑  Lake 1999，第279頁.

## 外部連結
- No. 211 Squadron RAF （页面存档备份，存于）
- No. 6 Squadron, Indian Air Force - The First Five Years （页面存档备份，存于）
- RAF at the Battle of Imphal （页面存档备份，存于）
- Battle of Britain, 152 (Hyderabad) Fighter Squadron website （页面存档备份，存于）